# Pespire
Pespire è un comune dell'Honduras facente parte del dipartimento di Choluteca.
Fondato l'11 aprile 1640, ottenne lautonomia amministrativa il 18 febbraio 1927.